# تدريب بقيادة معلم
التدريب بقيادة المعلم، هو ممارسة التدريب والمواد التعليمية بين المعلم والمتعلمين، سواء كانوا أفرادًا أو مجموعات. ويمكن أيضًا الإشارة إلى المعلمين باسم الميسرين، والذين قد يكونون على دراية وخبرة في المواد التعليمية، ولكن يمكن أيضًا الاستعانة بهم بشكل أكبر نظرًا لمهارات التيسير التي يتمتعون بها وقدرتهم على تقديم المواد للمتعلمين.
ويُعد التدريب بقيادة معلم وسيلة فعالة لتوصيل المعلومات، حيث إنها تتيح تقديم الملاحظات والأسئلة والإجابات اللحظية والمعالجة والتوصيل القابل للتغيير، بما يتوافق مع احتياجات المتعلمين في بيئة الزمن الحقيقي، ويمكن إنشاء بيئة تعلم عن طريق أسلوب المعلم.
ويمكن أن يقوم المعلمون بتقديم التدريب في شكل محاضرة أو فصل دراسي أو كورشة عمل تفاعلية أو كعرض إيضاحي، مع إتاحة الفرصة لمشاركة المتعلمين أو حتى افتراضيًا باستخدام أدوات مؤتمرات الفيديو. وقد يتمتع المعلم بمهارات تيسير وتدريس يمكن له من خلالها استخدام طرق مختلفة لإشراك المتعلمين واحتضان أساليب تعليم مختلفة.